# English Defence League
Pour les articles homonymes, voir EDL.
L'English Defence League ou EDL (en français : Ligue de défense anglaise) est un mouvement politique anglais formé le 27 juin 2009  par Tommy Robinson et classé à l'extrême droite, bien qu'officiellement le groupe en lui-même se défende d'être orienté politiquement et se dit opposé au racisme. Il est considéré comme islamophobe. Le mouvement se décrit comme combattant une prétendue « islamisation » de l'Angleterre, et plus particulièrement l'extrémisme musulman, et ce, par de nombreuses manifestations.
En octobre 2013, les fondateurs du mouvement Tommy Robinson et Kevin Carroll quittent l'organisation qu'ils jugent trop extrémiste et annoncent la création d'un nouveau groupe moins extrémiste.

## Formation

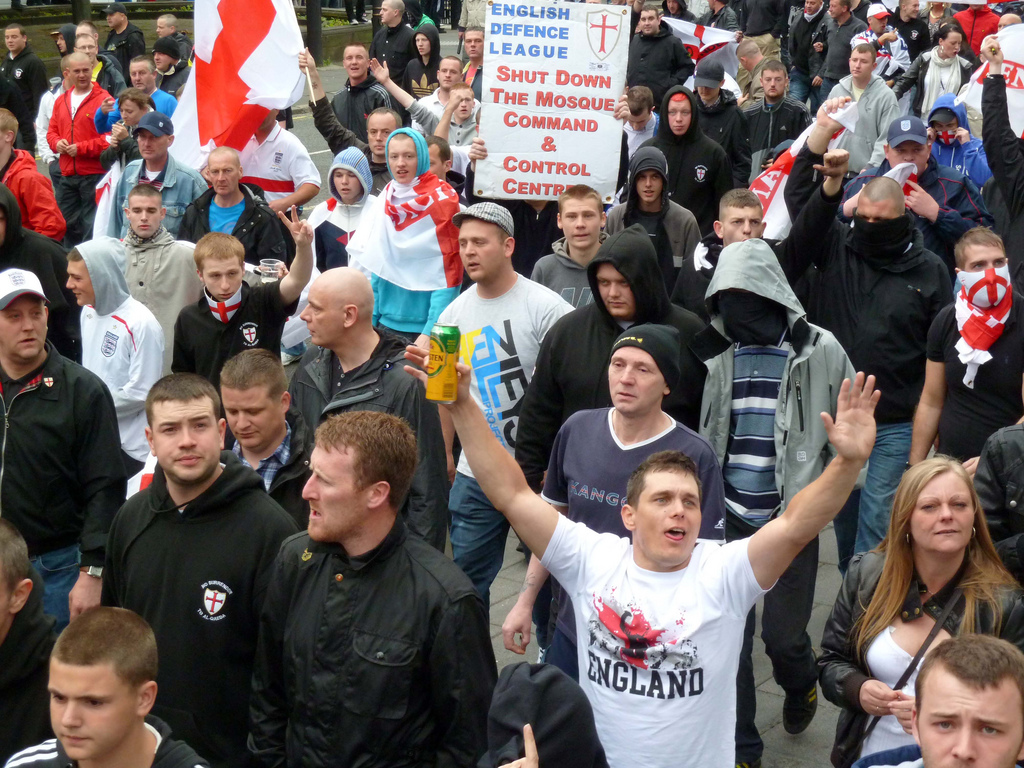
Manifestation de l'EDL à Newcastle (Angleterre).
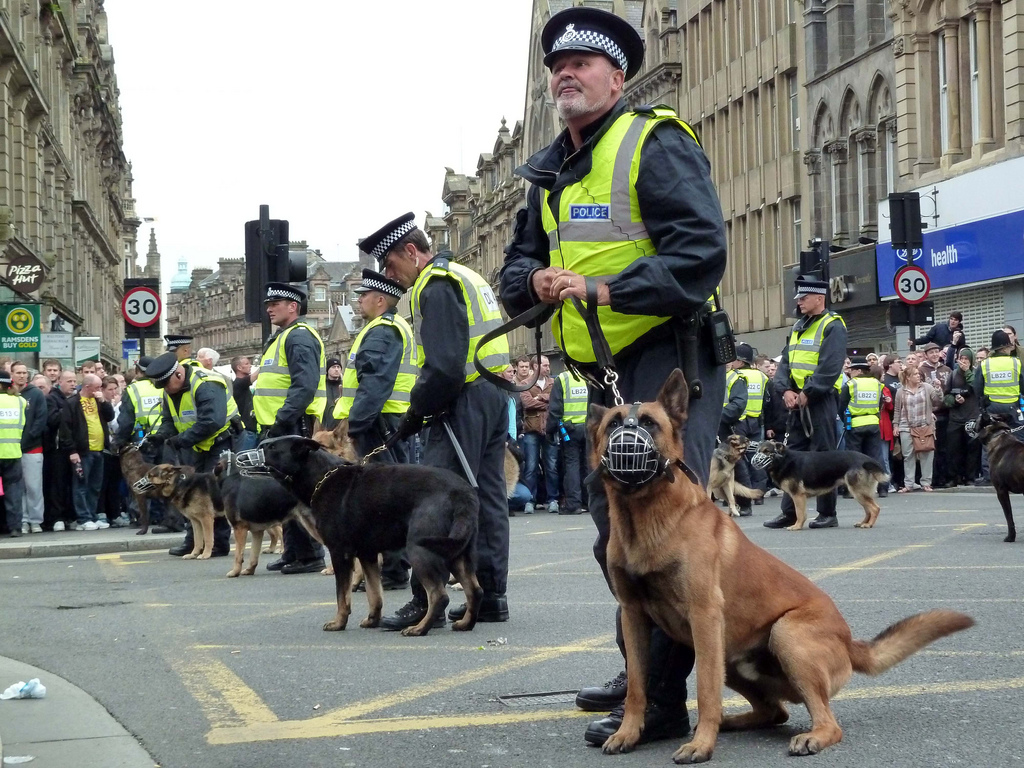
Présence policière pour encadrer une manifestation de l'EDL, le 29 mai 2010.
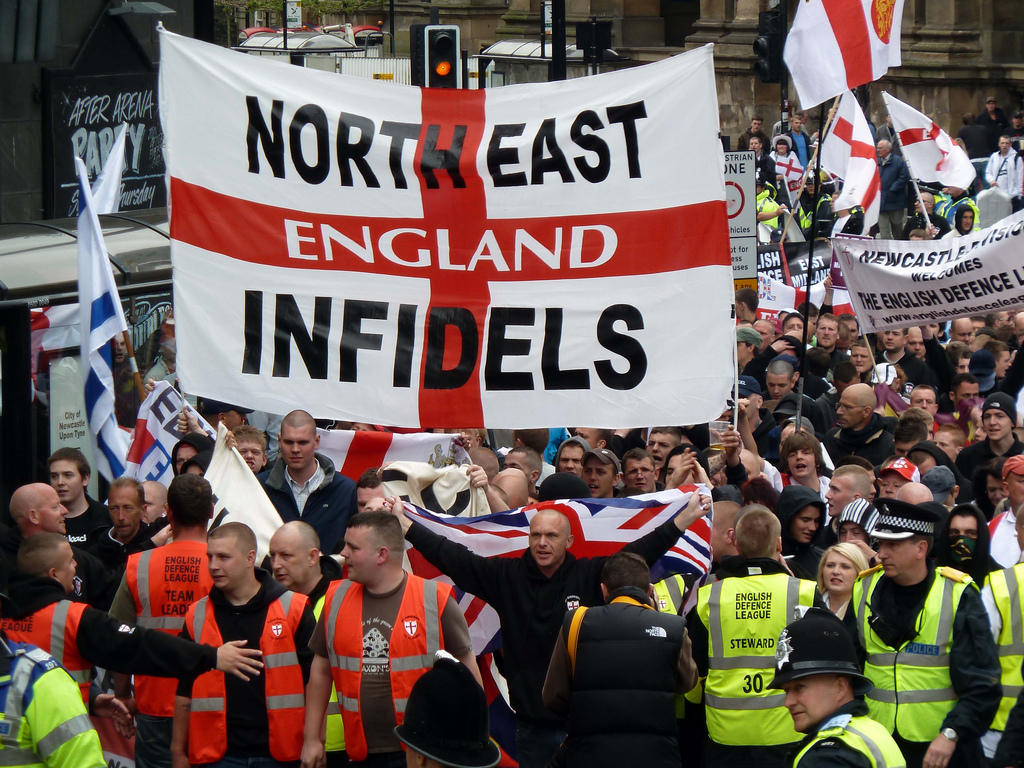
L'EDL manifeste à Newcastle le 29 mai 2010. Le drapeau lit "Northeast England Infidels" (« Infidèles du nord-est de l'Angleterre »).

Le groupe s'est formé en réponse aux provocations lors d'une manifestation organisée par des extrémistes musulmans en mars 2009 contre des troupes anglaises qui revenaient de la guerre d'Afghanistan. Des liens entre l'EDL et les groupes de hooligans anglais apparaissent évidents, l'EDL a d'ailleurs tendance à organiser des manifestations les jours de matchs de football pour assurer une participation maximale de ses membres.

## Rapports avec l'extrême droite
Les manifestations de l'EDL rencontrent à chaque fois une forte présence policière, et aussi des contre-manifestations de la part de membres de la communauté musulmane et de groupes anti-fascistes. Ces derniers accusent l'EDL de racisme et de liens avec le premier parti d'extrême droite d'Angleterre, le BNP. Néanmoins l'EDL nie tout lien officiel avec le BNP, et le chef de ce parti, Nick Griffin, « proscrit l'EDL » et annonce dans un entretien que « c'est une faute disciplinaire pour nos membres de participer ou d'être présent à leurs [EDL] activités ».
L'EDL annonce à plusieurs reprises sur son site Internet que l'organisation n'a pas vocation à combattre les musulmans mais bien l'islam intégriste qui veut instaurer la charia en Angleterre. L'EDL encourage les personnes de toutes les couleurs et de toutes les religions à les rejoindre et ils tiennent, le 10 octobre 2009, une conférence de presse filmée où ils brûlent un drapeau nazi et poussent certains de leurs membres de couleur devant les caméras. On retrouve parfois dans leurs manifestations des drapeaux israéliens.
De plus, lors de la manifestation de Bolton, en mai 2010, des symboles de la communauté homosexuelle sont présents. On estime que le nombre de membres LGBT est de 107. L'EDL prévoit déjà une croissance du soutien de cette communauté dans la mesure où, d'après elle, la gauche fait « de plus en plus de concessions à l'intolérance et à la haine des islamistes » et abandonnera les homosexuels comme elle « a abandonné les juifs ».
Toutefois, il est évident que l'EDL se proclame patriote au vu de leurs propos sur la défense des valeurs anglaises et les nombreux drapeaux anglais qui apparaissent régulièrement dans leurs manifestations. Les logos de l'EDL, notamment sur les tee-shirts officiels en vente libre sur Internet, présentent en général la croix de saint Georges.

## Islamophobie
Selon Matthew Goodwin, spécialiste de l’extrême droite britannique, « la raison pour laquelle l’islamophobie adoptée par l’EDL est particulièrement significative est que, contrairement aux années 1970, lorsque le Front national a embrassé l’antisémitisme, il y a maintenant des sections des médias et de l’establishment britannique qui ont une relative sympathie pour l’islamophobie ».
Dans une étude intitulée « Opposing Islamification or promoting Islamophobia? Understanding the English Defence League », Chris Allen analyse puis réfute les arguments  qui présentent l’EDL comme un mouvement « multiculturel ». Le discours de l'EDL est selon lui clairement islamophobe, fondé sur une identification de l'islam en tant qu'« Autre ».

## Actions
- Le 3 mai 2010 à Dudley, des dizaines de membres de l'EDL occupent le toit d'une mosquée en construction dans le centre-ville[18]. La police bloque les rues pour empêcher d'autres manifestants de les rejoindre alors que l'EDL fait sonner un chant du muezzin du haut du toit en guise d'exemple[19]. Cette action ainsi que deux pétitions des habitants de Dudley contre la construction de la mosquée (qui entacherait selon eux le centre-ville à caractère médiéval) réunissant plus de 50 000 signatures contraignent la mairie de la ville à annuler le contrat. La mosquée est finalement construite plus loin[20].
- Le 5 février 2011, l’EDL organise une manifestation à Luton, qui rassemble 2 500 à 3 000 personnes avec pour slogan « Les poseurs de bombes musulmans hors de nos rues »[21]. Une délégation bretonne dirigée par Mickaël Prima et Yann Vallerie, responsable de l'association Jeune Bretagne et du Bloc identitaire, y participent également. Plusieurs autres délégations venant de Suède, des Pays-Bas, d'Allemagne et du pays de Galles sont également sur place[22].
- Le 8 avril 2017, l'EDL organise une manifestation anti-musulmans à Birmingham au lendemain de l’attentat de Westminster. La photo de l'une des opposantes, Saffiyah Khan, tenant tête à Ian Crossland devient virale et l'élève au rang d'icône de résistance passive[23].

## Liens avec d'autres partis étrangers
L'animateur de radio américain Michael Savage devient la première personnalité du monde médiatique à annoncer publiquement son soutien pour l'EDL, en déclarant : « Comment l'Angleterre peut laisser les islamo-fascistes cracher sur les morts à la guerre, sans que l'EDL ne les renvoie chez eux avec des tuyaux et des bouteilles de bière, je ne comprendrai jamais ». Erick Stakelbeck, un commentateur de la Christian Broadcasting Network de Pat Robertson, a également exprimé son soutien à l'EDL de la part des membres du mouvement Tea Party américain. 
L'EDL développe des liens avec des éléments d'extrême droite en Amérique.
À Gainesville, en Floride, le pasteur Terry Jones est invité à un rassemblement à Luton en février 2011 « pour partager son point de vue sur l'extrémisme islamique ». Le ministère de l'Intérieur lui interdit toutefois d'entrer dans le Royaume-Uni. 
La Jewish Defense League canadienne organise une manifestation de soutien à l'EDL, en disant que les deux groupes vont « prendre position contre les forces de l'islam politique ». Le Congrès juif canadien s'oppose à cette alliance. 
L'EDL établit des liens avec la Danish Defence League. Cependant, des tentatives récentes visant à établir une présence au Danemark et  aux Pays-Bas ne parviennent pas à attirer de soutien et aboutissent à « une humiliation », tant l'opération s'apparente à « un pétard mouillé ». 
Selon le Daily Telegraph, le Norvégien Anders Behring Breivik, auteur des attentats de 2011 en Norvège affirme avoir des centaines de membres de l'EDL comme amis sur Facebook. Lors de son procès en avril 2012, cependant, Breivik nie avoir eu tout contact avec l'EDL, mais il admet avoir utilisé des forums liés à l'EDL et avoir envoyé un message à un membre de l'EDL. Il compare également l'EDL avec l'organisation des Templiers dont, selon lui, il faisait partie, en disant : « L'EDL est une organisation non violente soutenant la démocratie et s'opposant à la charia et l'islamisation et ils n'ont rien à voir avec KT. Vous ne pouvez pas même les comparer ». Certains membres de l'EDL ont ensuite émis des éloges pour Breivik, à la suite de sa condamnation devant les tribunaux norvégiens.
En Birmanie, le Mouvement 969, qui milite pour l'expulsion de la minorité rohingya du pays, déclare s'inspirer de l'English Defence League.